# Carlos García Becerra
Carlos García Becerra   (Caracas, 9 de setembre de 1977) és un futbolista hispano-veneçolà, que juga com a davanter.
La major part de la seua carrera ha militat en equips de Segona B i Tercera. La temporada 97/98, mentre jugava al filial del Deportivo de La Corunya, va debutar a la màxima categoria amb el conjunt deportivista, tot marcant un gol en set partits.

## Trajectòria
Trajectòria del jugador.
- 97/00 Deportivo de La Corunya B
- 97/98 Deportivo de La Corunya
- 00/01 Gimnástica de Torrelavega
- 01/02 Pájara Playas de Jandía
- 2002 Amurrio
- 02/03 Deportivo de La Corunya B
- 03/04 CD Ourense
- 04/05 Burgos CF
- 2005 Alacant CF
- 05/... Palencia CF